# Prováděcí předpis
Prováděcí předpis je právní předpis vydaný na základě konkrétního zákonného zmocnění a určený k upřesnění obsahu právní normy obsažené v zákoně.
Podle Viktora Knappa se sice může stát, že ústava svěří provedení některého svého ustanovení „obyčejnému“ zákonu, ale i tyto zákony jsou stále považovány za právní předpisy originární, primární, neodvozené. Prováděcím předpisem je tak zejména vyhláška ústředního správního orgánu (například ministerstva) nebo nařízení vlády. Charakter prováděcího předpisu mají také nařízení kraje nebo obce, jež jsou vydávány radami těchto samosprávných jednotek v přenesené působnosti státní správy. Tyto nikdy nesmí jít nad rámec zákona, např. zakládat kompetence orgánů, zřizovat nové instituty nebo ukládat nové povinnosti.
Po přijetí Listiny základních práv a svobod a implementaci zásad právního státu do československé, později české ústavy platí, že „Každý může činit, co není zákonem zakázáno, a nikdo nesmí být nucen činit, co zákon neukládá“ a naopak „státní moc … lze uplatňovat jen v případech, v mezích a způsoby, které stanoví zákon.“ (čl. 2 Listiny).
Podle Legislativních pravidel vlády prováděcí předpisy smí být vydávány jen na základě výslovného zmocnění zákonem a smí obsahovat jen takové právní normy, které odpovídají zákonnému zmocnění. Jde o zpřísnění zásady secundum et intra legem, tzn. podle zákona a v souladu s ním. Podle přísnějšího výkladu, v souladu s Ústavou, by vyhláška vůbec neměla obsahovat právní normy v úzkém smyslu slova, ale pouze upřesňovat význam právních norem obsažených v zásadě přímo v zákoně. Například v zákoně č. 361/2000 Sb. je obsažena právní norma „účastník provozu… je povinen řídit se dopravními značkami…“, zatímco ve vyhlášce č. 30/2001 Sb. je uveden pouze popis a význam dopravních značek, nikoliv povinnost se jimi řídit. Nařízení vlády stanoví, které látky se považují za návykové, ale právní důsledky tohoto zařazení stanoví přímo různé zákony.
V právu Evropské unie se prováděcí předpisy (zakládající smlouvy používají pojem „prováděcí akty“) přijímají na základě článku 291 Smlouvy o fungování Evropské unie ke stanovení nezbytných jednotných podmínek pro provedení právně závazného aktu Evropské unie (tj. nařízení, směrnice nebo rozhodnutí). Tento základní akt může mít legislativní i nelegislativní povahu a musí prováděcí pravomoci výslovně svěřovat, a to buď Evropské komisi, nebo ve specifických případech Radě Evropské unie. Je-li pravomoc vydávat prováděcí akty svěřena Evropské komisi, podléhá její výkon kontrole členských států Evropské unie podle nařízení Evropského parlamentu a Rady (EU) č. 182/2011 ze dne 16. února 2011, kterým se stanoví pravidla a obecné zásady způsobu, jakým členské státy kontrolují Komisi při výkonu prováděcích pravomocí. Prováděcí akty Evropské unie se označují jako „prováděcí nařízení“, „prováděcí směrnice“ nebo „prováděcí rozhodnutí“.